# Hwasong-18
O Hwasong-18 é um míssil balístico intercontinental (ICBM) de combustível sólido de três estágios norte-coreano, que é o primeiro ICBM de combustível sólido desenvolvido pela Coreia do Norte e revelado pela primeira vez em 8 de fevereiro de 2023, o 75º aniversário da fundação do Desfile do Exército do Povo Coreano . Teve seu voo inaugural em 13 de abril de 2023.

## História

### lançamentos de teste
| Tentar | Data                                                      | Localização | Anúncio de pré-lançamento | Resultado | Notas Adicionais |
| ------ | --------------------------------------------------------- | ----------- | ------------------------- | --------- | --- |
| 1      | 13 de abril de 2023 07:22 sou Horário Padrão de Pyongyang | Pyongyang   | Nenhum                    | Sucesso   | Primeiro teste anunciado do Hwasong-18, com um apogeu de cerca de 1000 km e um deslocamento horizontal inferior a cerca de 5000 km, (ainda menos que cerca de 3000 km provavelmente) com tempos desconhecidos. O líder supremo Kim Jong-un supervisionou o lançamento. |

## Outros mísseis norte-coreanos
- Hwasong-12
- Hwasong-13 / Nodong-C
- Hwasong-15
- Hwasong-19